# Beshtor
Der Beshtor ist ein Berg in der usbekischen Viloyat Taschkent. Er liegt nördlich des Ferghanatals nahe der Grenze zu Kirgisistan. Mit einer Höhe von 4299 Metern ist der Beshtor der höchste Berg des Piskomgebirges.